# J. and G. Rennie
J. and G. Rennie fue una empresa de ingeniería británica con sede en Millwall, Londres, Inglaterra. Estuvo involucrada en la fabricación de motores marinos y algunos barcos completos, así como en otros diversos proyectos de ingeniería en tierra. Por otro lado, el nombre similar de G. and J. Rennie suele asociarse con la construcción de locomotoras de vapor, lo que sugiere que se usó una segunda compañía para mantener los libros contables separados. Así mismo, se utilizó el nombre de George Rennie & Sons, que estaba asociado con el desarrollo y las patentes de la máquina de vapor de disco. Las tres empresas parecen haber existido al mismo tiempo.

## Historia
La empresa fue fundada por John Rennie y su hermano George Rennie después de la muerte de su padre John Rennie "el viejo" en 1821, quien en ese momento se dedicaba a la construcción del Puente de Londres.  El joven John Rennie se hizo cargo de continuar las obras, y al finalizar el puente en 1831 fue nombrado caballero. George Rennie fue un ingeniero civil igualmente distinguido, con muchas publicaciones académicas en su haber, que sería nombrado miembro de la Royal Society en 1822. Ambos hermanos continuaron con sus intereses en ingeniería civil e hidráulica, con su empresa conjunta participando de diversas maneras. Su interés en la ingeniería hidráulica los involucró con trabajos en muelles, canales y puentes, y además de la ingeniería civil, la empresa se especializó en la construcción de motores de vapor marinos como los del SS Archimedes en 1838, el primer barco de vapor del mundo impulsado por una hélice de tornillo. Este aspecto del negocio era de particular interés para George Rennie.
Aparte de los motores marinos, la empresa de los hermanos Rennie fue incluida por Boulton y Watt como uno de los dos proveedores encargados en 1845 de fabricar los motores necesarios para crear el vacío necesario para desplazar el fracasado Ferrocarril atmosférico del Sur de Devon.

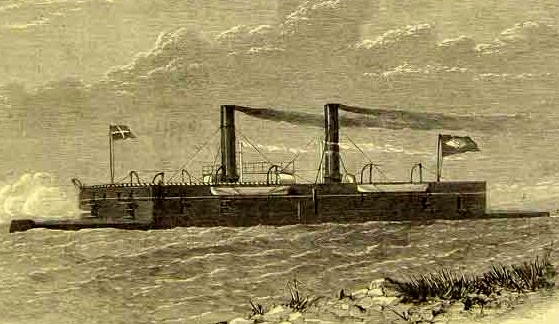
El navío Colombo (1865)

En un anuncio de 1882, la compañía enumeraba los productos siguientes:
- Barcos de vapor (constructores de los ironclad Colombo y Cabral para la Marina Imperial de Brasil)
- Máquinas de dragado
- Muelles flotantes

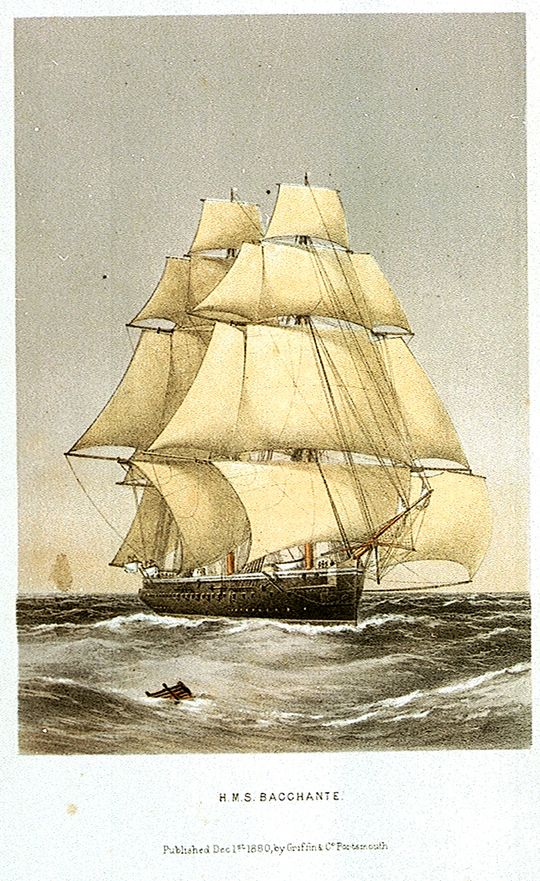
HMS Bacchante (1876)

- Motores de hélice y paletas (por ejemplo, para el HMS Bacchante, HMS Boadicea, HMS Canada, HMS Cordelia, HMS Briton, HMS Amethyst y HMS Encounter)
- Motores de bombeo centrífugos (para los muelles de Chatham y Plymouth)
- Plumas de vapor y grúas automotrices
- Tolvas de tornillo de vapor

Otros productos de la compañía Rennie se pueden obtener de un catálogo de la exhibición de 1876 en el Museo de Victoria y Alberto, que registra una serie de modelos expuestos:
- Modelo de los motores compuestos de cilindro invertido, para P&O's Pera de 2000 hp (1872)
- Modelo del primer barco de vapor con hélice de la Armada británica, el "Mermaid", más tarde llamado "Dwarf", construido en 1840.
- Modelo de los cañoneros HM Arrow y Bonetta. Longitud de 85 pies (25,9 m), ancho 26 pies (7,9 m), profundidad 8 pies 10 pulgadas (2,7 m), 244 toneladas. Capaz de llevar un cañón de 18 toneladas.
- Modelo del barco de vapor de hierro con ruedas de paletas Queen, construido y equipado con motores por Rennie en 1842. Longitud 160 pies (48,8 m), ancho 17 pies (5,2 m), profundidad 9 pies (2,7 m).
- Modelo de vapores destinados a paliar la hambruna en la India. Construido completo con motores en 35 días. Largo 90 pies (27,4 m), ancho 14 pies (4,3 m), profundidad 5 pies 6 pulgadas (1,7 m), 100iHP.
- Modelo de barcos cañoneros de doble hélice construidos para el gobierno de las Indias Orientales, 1857. Longitud 70 pies (21,3 m), manga 11 pies (3,4 m), calado 2 pies 6 pulgadas (0,8 m), 76iHP. Un cañón largo de bronce con proyectiles de 12 libras.
- Modelo de barcos cañoneros de doble hélice Colombo y Cabral, de 1866. Eslora 1600 pies (487,7 m), manga 34 pies (10,4 m), profundidad 17 pies (5,2 m). 240 CV nominales. 4 cañones de 68 libras.
- Modelo de barcos cañoneros de doble hélice construidos para el gobierno español, 1859. Eslora 90 pies (27,4 m), manga 14 pies (4,3 m), calado 2 pies 6 pulgadas (0,8 m). 30HP.
- Modelo de los motores de los buques HM Boadicea y Bacchante (1875 y 1876), sistema compuesto de 5250 HP.
- Modelo de motores marinos horizontales con condensadores de inyección, 1860.
- Modelo de motores de hélice marinos horizontales invertidos, 1860
- Plano de diseño para un motor de vapor de disco de condensación de baja presión de 60 hp para barco de vapor de hélice, como el instalado en el HMS Cruizer, 1853.

## Desarrollo de la hélice propulsora

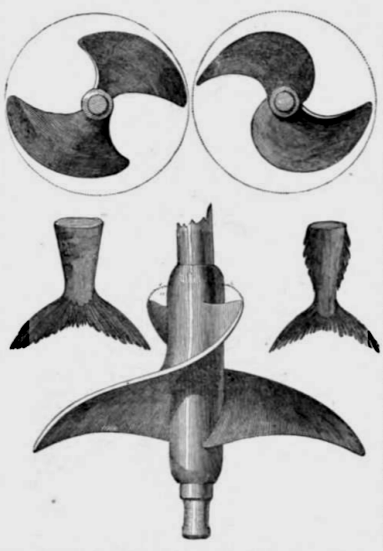
Diseño de una hélice de George Rennie, basado en la forma de una aleta caudal

La participación de los hermanos en el desarrollo de la hélice propulsora fue significativa, ya que el Almirantazgo británico se mostró reacio a alejarse de las ruedas de paletas, pensando que el cabeceo de un barco podría sacar la hélice del agua en mares agitados, lo que provocaría tensiones en el motor que podrían dañarlo, haciendo además que un buque fuese difícil de controlar. Francis Pettit Smith y el Capitán John Ericsson habían estado tratando de demostrar el potencial de la hélice durante cinco años, y finalmente fue Smith quien formó una empresa para financiar la construcción del Archimedes (de 107 pies (32,6 m) de longitud) equipado con un motor monocilíndrico Rennie y una hélice de 5 pies 9 pulgadas (1,8 m) de diámetro. Fueron sus pruebas exitosas, que comenzaron en 1839, las que llevaron al almirantazgo a comprar el Mermaid en 1842 (130 pies (39,6 m) de largo), que fue construido y equipado por Rennie, y al que se instaló la hélice patentada por el propio Rennie de 5 pies 8 pulgadas (1,7 m) de diámetro. A esto le siguió el Almirantazgo que colocó una hélice Smith de 10 pies (3 m) de diámetro en el balandro de vela inacabado "Ardent", que fue botado en abril de 1843 y rebautizado como HMS Rattler. El Archimedes también fue prestado a Brunel, que apreciando las ventajas del nuevo sistema, modificó el diseño del SS Great Britain a la propulsión mediante hélices, a pesar de que las ruedas de paletas inicialmente previstas estaban parcialmente construidas, y de que el cambio retrasó 9 meses la finalización del proyecto.

## El motor de vapor de disco

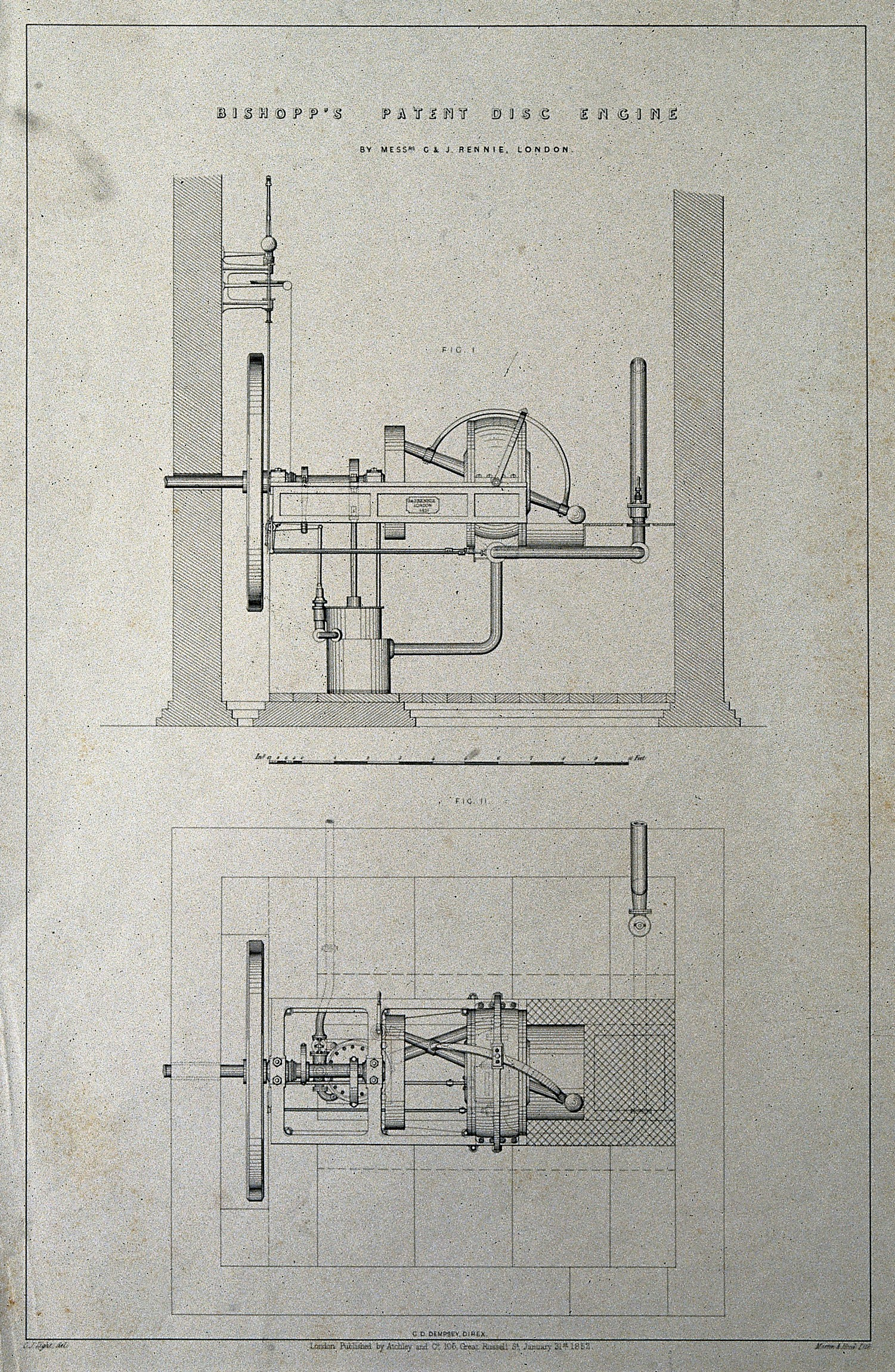
Patente del motor de vapor de disco construido por George Rennie and Sons

El motor de vapor de disco fue un desarrollo inusual, basado en un diseño que se remonta a la década de 1820. En este motor, el pistón y el cilindro normales fueron reemplazados por un disco oscilante. En 1849, Rennie contrató a George Daniell Bishopp como capataz en sus talleres, quien disponía de una patente de 1848 relativa a esta forma de motor. Aunque los motores parecen haber funcionado suficientemente bien para varias pruebas a gran escala, tenían un problema inherente de estanqueidad, y esta parece haber sido la razón principal por la que no tuvieron éxito.
Un motor de disco Rennie, con un disco de 27 pulgadas (68,6 cm) de diámetro, se instaló en el HMS Minx en 1849, pero como motor complementario, de forma que los motores originales todavía se mantuvieron en su sitio. George y John Rennie exhibieron un modelo funcional del motor de disco Rennie en la Gran Exposición de 1851.

## Locomotoras ferroviarias

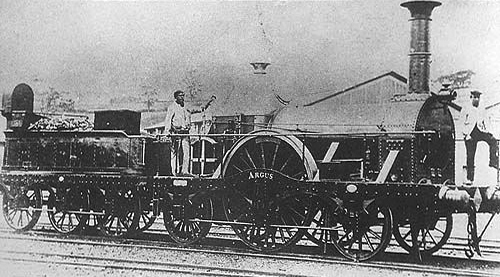
Locomotora de la Clase GWR Firefly

Además de los motores estacionarios para crear el vacío para el Ferrocarril atmosférico del Sur de Devon, la compañía participó activamente en otros ferrocarriles. John Rennie intervino en el levantamiento de una ruta para el Ferrocarril de Londres y Brighton, que competía con una ruta de Stephenson. Entre las locomotoras adquiridas por el ferrocarril se encontraban varias suministradas por "G. and J. Rennie" (a diferencia de "J. and G. Rennie"). Parece que los hermanos formaron una compañía separada para esta actividad, con el fin de mantener los libros contables separados. Las locomotoras fueron:
- Eagle, una 2-2-2 de 1840, retirada en 1855
- Vulture, una 2-2-2 de 1840, retirada en 1853
- Satellite, una 2-2-2 de 1841, retirada en 1855

Se suministró una cuarta locomotora al "Comité Conjunto", que fue una cooperación de los Ferrocarriles de Brighton, Croydon y Dover para poner en común el material rodante. Este acuerdo se disolvió a principios de 1846.
- No 28, una 2-2-2 de 1843, retirada en 1855

Rennie también suministró dos locomotoras 0-4-2 al Ferrocarril de Londres y Croydon en 1838 y 1839, que se utilizaron para las obras de las vías del ferrocarril, y recibieron los nombres de "Archimedes" y "Croydon".
Se construyeron cinco locomotoras para el Ferrocarril de Londres y Southampton, pero experimentaron considerables problemas y todas fueron reconstruidas por W Fairbairn & Son en 1841.
También se fabricaron otras dos locomotoras de la Clase GWR Firefly (por lo tanto de vía ancha), bautizadas como "Arab" y "Mazeppa". Ambas eran de configuración 2-2-2, se construyeron en 1841 y fueron retiradas en 1870 y 1868 respectivamente.